# Taylorserie

När taylorutvecklingens grad ökar, närmar den sig den sökta funktionen. Bilden visar funktionen sin(x) och dess taylorpolynom av grad:,,,,, och.

Inom matematiken är en taylorserie (taylorutveckling) ett sätt att representera en funktion i form av en oändlig summa som bygger på funktionens derivator i en given punkt. 
Taylorutvecklingen har fått sitt namn efter den engelske matematikern Brook Taylor.
Om den givna punkten väljs att vara talet noll, talar man om maclaurinutvecklingen av funktionen, efter den skotske matematikern Colin Maclaurin.

## Definition
Om n är ett positivt heltal, kan en taylorutveckling av ordning n av funktionen f kring punkten a skrivas som
{\displaystyle f(x)=T_{n}(x)+R_{n}(x)\,}
där 
{\displaystyle T_{n}(x)=f(a)+{\frac {f^{\prime }(a)}{1}}(x-a)+{\frac {f^{\prime \prime }(a)}{2!}}(x-a)^{2}+\cdots +{\frac {f^{(n)}(a)}{n!}}(x-a)^{n}}
är taylorpolynomet av ordning n av funktionen f.
Den andra termen 
{\displaystyle R_{n}(x)={\frac {f^{(n+1)}(z_{n})}{(n+1)!}}(x-a)^{n+1},}
är Lagranges restterm (efter Joseph-Louis Lagrange) vilken ger information om hur väl funktionen f approximeras av taylorpolynomet. f (n+1)(z) är den n+1:te derivatan av funktionen f, beräknad i punkten zn.
(n + 1)! är fakulteten av n + 1: produkten av alla positiva heltal som är mindre än eller lika med n + 1.
Det positiva heltalet n kan väljas godtyckligt – förutsatt att funktionen har derivator av alla ordningar – och för varje val av talet kommer zn att vara ett tal som ligger någonstans mellan talen x och a; exakt var zn ligger vet man inte och detta är en nackdel med att taylorutveckla en funktion. 

### Maclaurinutvecklingen
Maclaurinutvecklingen skrivs
{\displaystyle f(x)=M_{n}(x)+{\frac {f^{(n+1)}(z_{n})}{(n+1)!}}x^{n+1}}
där zn är ett tal som ligger någonstans mellan talen x och noll.
{\displaystyle M_{n}(x)=f(0)+f^{\prime }(0)\,x+{\frac {f^{\prime \prime }(0)}{2!}}\,x^{2}+\cdots +{\frac {f^{(n)}(0)}{n!}}\,x^{n}.}

## Exempel: maclaurinpolynom för sinusfunktionen
Vi skall beräkna de fem första maclaurinpolynomen för den trigonometriska funktionen f(x) = sin(x), då argumentet x befinner sig i närheten av punkten a = 0. För detta behöver vi känna till derivatorna till sinusfunktionen, av ordningarna ett, två, tre och fyra: 
{\displaystyle f^{\prime }(x)=\cos x,\quad f^{\prime \prime }(x)=-\sin x,\quad f^{\prime \prime \prime }(x)=-\cos x,\quad f^{\prime \prime \prime \prime }(x)=\sin x.}
Om vi beräknar dessa för argumentet x = 0, så ser vi att derivatorna av jämn ordning är lika med noll:
{\displaystyle f^{\prime }(0)=1,\quad f^{\prime \prime }(0)=0,\quad f^{\prime \prime \prime }(0)=-1,\quad f^{\prime \prime \prime \prime }(0)=0.}
De fem första maclaurinpolynomen för sinusfunktionen är därför 
{\displaystyle M_{0}(x)\,=0},
{\displaystyle M_{1}(x)\,=x},
{\displaystyle M_{2}(x)\,=x},
{\displaystyle M_{3}(x)=x\,-x^{3}/6},
{\displaystyle M_{4}(x)=x\,-x^{3}/6}.

## Tillämpning
Taylorutvecklingar är speciellt användbara då vissa funktioner, som till exempel de trigonometriska eller logaritmen, vilka normalt är svåra att evaluera, kan approximeras med godtycklig noggrannhet av deras trunkerade taylorutvecklingar på ett visst intervall. Detta är speciellt användbart för datorer som mycket lätt kan beräkna polynom.

## Egenskaper
Om taylorutvecklingen för en funktion konvergerar för varje x i intervallet (a − r, a + r) och om summan är lika med f(x), så är funktionen f(x) analytisk på intervallet. För att kontrollera om serien konvergerar mot f(x), så använder man i normalfallet uppskattningar av resttermen som anges i Taylors sats. En funktion är analytisk omm den kan skrivas som en potensserie; koefficienterna för termerna med icke-negativa exponenter i denna potensserie är då nödvändigtvis de som ges i taylorutvecklingen ovan. Det finns dock funktioner som saknar taylorutveckling men som ändå är analytiska (se laurentserie).
Betydelsen av sådana potensserier ligger i tre punkter. För det första sker derivering och integrering av potensserier term för term och är därmed speciellt lätt. För det andra kan en analytisk funktion på ett unikt sätt utvidgas till en holomorf funktion som definieras på en öppen skiva i det komplexa talplanet, vilket gör att hela maskineriet från den komplexa analysen blir tillgänglig. Och för det tredje kan en trunkerad taylorutveckling användas för att beräkna approximationer av funktionsvärden. 

Observera dock att det finns exempel på oändligt deriverbara funktioner f(x) vars taylorutveckling konvergerar, men som inte konvergerar mot f(x). Till exempel, för den funktion f(x) som definieras genom f(x) = exp(−1/x²) om x ≠ 0 och f(0) = 0, är alla derivator noll i punkten x=0, så taylorutvecklingn av f(x) är noll, fastän funktionen sannerligen inte är noll annat än för just x=0. Om man betraktar denna funktion som en komplexvärd funktion, av en komplex variabel, uppstår inte samma fenomen eftersom funktionen exp(−1/z²) inte går mot 0 då z närmar sig 0 längs den imaginära axeln.

## Härledning av taylorpolynom
Taylorutvecklingen av en funktion vilar på den så kallade analysens fundamentalsats, som förenar de två begreppen derivata och integral av en funktion:
{\displaystyle f(x)=\underbrace {\quad f(a)\quad } _{0:te\,ordningens\,Taylorpolynom}+\underbrace {\int _{a}^{x}f^{\prime }(y_{1})\,dy_{1}} _{Restterm};}
Symbolen f′(y1) betecknar derivatan av funktionen f, beräknad i punkten (y1).
På samma sätt som för funktionen f(x) kan vi tillämpa analysens fundamentalsats på derivatan f′(y1):
{\displaystyle f^{\prime }(y_{1})=f^{\prime }(a)+\int _{a}^{y_{1}}f^{\prime \prime }(y_{2})\,dy_{2};}
Symbolen f′′(y2) betecknar andraderivatan (derivatan av derivatan) av funktionen f, beräknad i punkten y2.
Vi sätter in detta uttryck för derivatan f′(y1) i framställningen av funktionen f(x):
{\displaystyle f(x)=f(a)+\int _{a}^{x}\left(f^{\prime }(a)+\int _{a}^{y_{1}}f^{\prime \prime }(y_{2})\,dy_{2}\right)\,dy_{1}.}
Eftersom a är ett fixerat tal kommer f′(a) också att vara ett fixerat tal; det kan därför brytas ut från integralen med avseende på variabeln y1:
{\displaystyle f(x)=\underbrace {f(a)+f^{\prime }(a)\int _{a}^{x}\,dy_{1}} _{1:a\,ordningens\,Taylorpolynom}+\underbrace {\int _{a}^{x}\int _{a}^{y_{1}}f^{\prime \prime }(y_{2})\,dy_{2}\,dy_{1}} _{Restterm}.}
Liksom för derivatan kan vi uttrycka andraderivatan som en integral av den så kallade tredjederivatan:
{\displaystyle f^{\prime \prime }(y_{2})=f^{\prime \prime }(a)+\int _{a}^{y_{2}}f^{\prime \prime \prime }(y_{3})\,dy_{3}.}
Sätter vi in detta i ovanstående framställning av funktionen f(x) får vi 2:a ordningens taylorpolynom med restterm:
{\displaystyle f(x)=\underbrace {f(a)+f^{\prime }(a)\int _{y_{1}=a}^{x}\,dy_{1}+f^{\prime \prime }(a)\int _{y_{1}=a}^{x}\int _{y_{2}=a}^{y_{1}}\,dy_{2}\,dy_{1}} _{2:a\,ordningens\,Taylorpolynom}+\underbrace {\int _{y_{1}=a}^{x}\int _{y_{2}=a}^{y_{1}}\int _{y_{3}=a}^{y_{2}}f^{\prime \prime \prime }(y_{3})\,dy_{3}\,dy_{2}\,dy_{1}} _{Restterm}.}
Samma procedur kan tillämpas på tredjederivatan {\displaystyle f^{\prime \prime \prime }(y_{3})} för att ge taylorpolynomet av tredje ordningen tillsammans med en restterm, och så vidare. 
På detta sätt kan man i princip härleda taylorpolynomet av godtycklig ordning tillsammans med en motsvarande restterm; notera att resttermerna ger information om hur väl de respektive taylorpolynomen approximerar funktionen f:
{\displaystyle f(x)=\underbrace {f(a)+\left(\sum _{k=1}^{n}f^{(k)}(a)\int _{y_{1}=a}^{x}\cdots \int _{y_{k}=a}^{y_{k-1}}\,dy_{k}\cdots dy_{1}\right)} _{n:te\,ordningens\,Taylorpolynom}+\underbrace {\int _{y_{1}=a}^{x}\cdots \int _{y_{n}=a}^{y_{n-1}}f^{(n)}(y_{n})\,dy_{n}\cdots dy_{1}} _{Restterm}.}

### Multipelintegraler
Vi ser att taylorpolynomen är uppbyggda av multipelintegraler: 
{\displaystyle I_{k}(x)=\int _{y_{1}=a}^{x}\cdots \int _{y_{k}=a}^{y_{k-1}}\,dy_{k}\cdots dy_{1}.}
Vi skall visa att var och en av dessa multipelintegraler i själva verket är polynom:
{\displaystyle I_{k}(x)={\frac {(x-a)^{k}}{k!}}}
Först skriver vi om uttrycket för {\displaystyle I_{k}(x)} som en integral av den närmast föregående multipelintegralen {\displaystyle I_{k-1}(x)}:
{\displaystyle I_{k}(x)=\int _{y_{1}=a}^{x}\left(\int _{y_{2}=a}^{y_{1}}\cdots \int _{y_{k}=a}^{y_{k-1}}\,dy_{k}\cdots dy_{2}\right)\,dy_{1}=\int _{y_{1}=a}^{x}I_{k-1}(y_{1})\,dy_{1}.}
Om vi vet hur multipelintegralen {\displaystyle I_{k-1}(x)} ser ut så kan vi beräkna multipelintegralen {\displaystyle I_{k}(x)}.
- Nollte ordningens multipelintegral definieras som talet ett:

{\displaystyle I_{0}(x)=1\,;}
- Första ordningens multipelintegral:

{\displaystyle I_{1}(x)=\int _{y_{1}=a}^{x}I_{0}(y_{1})\,dy_{1}=\int _{y_{1}=a}^{x}\,dy_{1}=x-a;}
- Andra ordningens multipelintegral:

{\displaystyle I_{2}(x)=\int _{y_{1}=a}^{x}I_{1}(y_{1})\,dy_{1}=\int _{y_{1}=a}^{x}(y_{1}-a)\,dy_{1}={\frac {(x-a)^{2}}{2!}};}
- Tredje ordningens multipelintegral:

{\displaystyle I_{3}(x)=\int _{y_{1}=a}^{x}I_{2}(y_{1})\,dy_{1}=\int _{y_{1}=a}^{x}{\frac {(y_{1}-a)^{2}}{2!}}\,dy_{1}={\frac {(x-a)^{3}}{3!}};}

### Taylorpolynomet av ordningn
Sammanfattningsvis kan vi skriva taylorpolynomet av ordning n, associerat med funktionen f, på följande form:
{\displaystyle f(a)+f^{\prime }(a)\,(x-a)+{\frac {f^{\prime \prime }(a)}{2!}}\,(x-a)^{2}+\cdots +{\frac {f^{(n)}(a)}{n!}}\,(x-a)^{n}.}

### Lagranges restterm
Vid approximering av en funktion f(x) med ett polynom p(x) går det att få en uppskattning  av avvikelsen från f(x) i en viss punkt på kurvan för p(x) genom att ange feltermen, eller resttermen, r(x) på Lagranges form som
{\displaystyle r(x)=f^{(n+1)}(\xi ){(x-a)^{n+1} \over {(n+1)!}}}
för något tal ξ mellan a och x.

#### Bevis
Vi vill alltså ha ett mått på storleken av
{\displaystyle f(x)-p(x)=r(x)}
Enligt förutsättningarna för en taylorutveckling kring en punkt a gäller
{\displaystyle r(a)=f(a)-p(a)=0}
{\displaystyle r'(a)=f'(a)-p'(a)=0}
{\displaystyle r''(a)=f''(a)-p''(a)=0}
{\displaystyle \vdots }
{\displaystyle r^{(n)}(a)=f^{(n)}(a)-p^{(n)}(a)=0}
Det gäller också att 
{\displaystyle p^{(n+1)}(x)=0\quad \Rightarrow \quad r^{(n+1)}(x)=f^{(n+1)}(x).}
Med dessa förutsättningar kan ett uttryck för resttermen skrivas 
{\displaystyle r(x)=r(x)-r(a)=\int _{a}^{x}r'(t)\,dt=\int _{a}^{x}1\cdot r'(t)\,dt.}
En partiell integration med (t - x) som primitiv till 1, där t är variabeln och x är en konstant, ger att
{\displaystyle r(x)=\int _{a}^{x}1\cdot r'(t)\,dt=\left[{(t-x)r'(t)}\right]_{a}^{x}+\int _{a}^{x}(x-t)r''(t)\,dt=}
{\displaystyle =((x-x)r'(x)\ -\ (a-x)r'(a))+\int _{a}^{x}(x-t)r''(t)\,dt=}
{\displaystyle =(0\ -\ 0)+\int _{a}^{x}(x-t)r''(t)\,dt=\int _{a}^{x}(x-t)r''(t)\,dt.}
Fortsatt partiell integration ger
{\displaystyle \int _{a}^{x}(x-t)r''(t)\ dt=\left[{{-(x-t)^{2} \over 2}r''(t)}\right]_{a}^{x}+\int _{a}^{x}{(x-t)^{2} \over 2}r^{(3)}(t)\,dt=0\ +\ \int _{a}^{x}{(x-t)^{2} \over 2}r^{(3)}(t)\,dt=}
{\displaystyle =\left[{{-(x-t)^{3} \over 3!}r^{(3)}(t)}\right]_{a}^{x}+\int _{a}^{x}{(x-t)^{3} \over 3!}r^{(4)}(t)\,dt=\int _{a}^{x}{(x-t)^{3} \over 3!}r^{(4)}(t)\,dt=\ ...\ =}
{\displaystyle =\left[{{-(x-t)^{n-1} \over {(n-1)!}}r^{(n-1)}(t)}\right]_{a}^{x}+\int _{a}^{x}{(x-t)^{n-1} \over {(n-1)}!}r^{(n)}(t)\,dt=\int _{a}^{x}{(x-t)^{n-1} \over {(n-1)}!}r^{(n)}(t)\,dt=}
{\displaystyle =\left[{{-(x-t)^{n} \over n!}r^{(n)}(t)}\right]_{a}^{x}+\int _{a}^{x}{(x-t)^{n} \over n!}r^{(n+1)}(t)\,dt=\int _{a}^{x}{(x-t)^{n} \over n!}r^{(n+1)}(t)\,dt.}
Genom upprepad partiell integration blir resttermen
{\displaystyle r(x)=\int _{a}^{x}{(x-t)^{n} \over n!}r^{(n+1)}(t)\,dt=\int _{a}^{x}{(x-t)^{n} \over n!}f^{(n+1)}(t)\,dt}
{\displaystyle {\mbox{ty}}}
{\displaystyle r^{(n+1)}(x)=f^{(n+1)}(x).}
Men enligt den generella medelvärdessatsen för integraler enligt vilken 
{\displaystyle \int _{a}^{b}f(x)g(x)\,dx=f(\xi )\int _{a}^{b}g(x)\,dx,}
för något ξ mellan a och b, om f och g är kontinuerliga och om g inte växlar tecken däremellan, erhålls 
{\displaystyle \int _{a}^{x}{(x-t)^{n} \over n!}f^{(n+1)}(t)\,dt=f^{(n+1)}(\xi )\int _{a}^{x}{(x-t)^{n} \over n!}\,dt}
för något ξ mellan a och x, ty 
{\displaystyle {(x-t)^{n} \over n!}\geq 0}
mellan a och x och växlar därmed inte tecken. Således gäller att
{\displaystyle r(x)=f^{(n+1)}(\xi )\int _{a}^{x}{(x-t)^{n} \over n!}dt.}
Om slutligen den sista integralberäkningen genomförs fås 
{\displaystyle r(x)=f^{(n+1)}(\xi )\cdot \int _{a}^{x}{(x-t)^{n} \over n!}\,dt=f^{(n+1)}(\xi )\cdot \left[{-(x-t)^{n+1} \over {(n+1)!}}\right]_{a}^{x}=f^{(n+1)}(\xi ){(x-a)^{n+1} \over {(n+1)!}}}
för något tal ξ mellan a och x som är den slutgiltiga formen på Lagranges restterm.
Att kunna ange resttermen på detta sätt ger ofta en mycket god uppskattning av hur stort felet f(x)-p(x) är. Det är mycket användbart för att approximera funktioners värden i olika  punkter. Exempelvis går att med Lagranges term ange ett rationellt närmevärde för talet e med godtycklig felmarginal. Om dessutom 
{\displaystyle \lim _{n\to \infty }f^{(n+1)}(\xi ){(x-a)^{n+1} \over {(n+1)!}}=0}
för alla x så kan funktionen skrivas som en oändlig summa, eller serie, av polynom. Man talar då om maclaurin- och taylorserier.

### Taylorutveckling av en funktion
Avslutningsvis kan vi skriva funktionen f(x) som en summa av ett taylorpolynom och dess associerade Lagranges restterm:
{\displaystyle f(x)=f(a)+f^{\prime }(a)\,(x-a)+{\frac {f^{\prime \prime }(a)}{2!}}\,(x-a)^{2}+\cdots +{\frac {f^{(n)}(a)}{n!}}\,(x-a)^{n}+{\frac {f^{(n+1)}(z)}{(n+1)!}}\,(x-a)^{n+1}}
där z är ett tal som ligger någonstans mellan talen x och a.

## Taylorutveckling i flera variabler
Taylorutvecklingar går att generalisera till flera variabler:
{\displaystyle T(x_{1},\cdots ,x_{d})=\sum _{n_{1}=0}^{\infty }\cdots \sum _{n_{d}=0}^{\infty }{\frac {\partial ^{n_{1}}}{\partial x_{1}^{n_{1}}}}\cdots {\frac {\partial ^{n_{d}}}{\partial x_{d}^{n_{d}}}}{\frac {f(a_{1},\cdots ,a_{d})}{n_{1}!\cdots n_{d}!}}(x_{1}-a_{1})^{n_{1}}\cdots (x_{d}-a_{d})^{n_{d}}}
Till exempel är taylorutvecklingen till andra ordningen av en funktion av två variabler , x och y i en punkt (a, b):
{\displaystyle f(x,y)\,}
{\displaystyle \approx f(a,b)+f_{x}(a,b)(x-a)+f_{y}(a,b)(y-b)\,}
{\displaystyle +{\frac {1}{2}}\left(f_{xx}(a,b)(x-a)^{2}+2f_{xy}(a,b)(x-a)(y-b)+f_{yy}(a,b)(y-b)^{2}\right).}
En andra ordningens taylorutveckling av en skalär-värd funktion av flera variabler kan skrivas kompakt som
{\displaystyle T(\mathbf {x} )=f(\mathbf {a} )+\nabla f(\mathbf {a} )^{T}(\mathbf {x} -\mathbf {a} )+{\frac {1}{2}}(\mathbf {x} -\mathbf {a} )^{T}\nabla ^{2}f(\mathbf {a} )(\mathbf {x} -\mathbf {a} )+\cdots }
där {\displaystyle \nabla f(\mathbf {a} )} är gradienten och {\displaystyle \nabla ^{2}f(\mathbf {a} )} är hessmatrisen (icke att förväxla med laplaceoperatorn verkande på {\displaystyle f}, som ofta skrivs på detta vis).

## Lista över maclaurinserier
Några viktiga maclaurinserier följer. Alla dessa gäller även för komplexa variabler x. 
Exponentialfunktionen och naturliga logaritmen:
{\displaystyle e^{x}=\sum _{n=0}^{\infty }{\frac {x^{n}}{n!}}=1+x+{\frac {x^{2}}{2!}}+{\frac {x^{3}}{3!}}+{\frac {x^{4}}{4!}}+{\frac {x^{5}}{5!}}+{\frac {x^{6}}{6!}}+{\frac {x^{7}}{7!}}+\cdots ,\quad \forall x}
{\displaystyle \ln(1+x)=\sum _{n=1}^{\infty }{\frac {(-1)^{n+1}}{n}}x^{n}=x-{\frac {x^{2}}{2}}+{\frac {x^{3}}{3}}-{\frac {x^{4}}{4}}+{\frac {x^{5}}{5}}-\cdots ,\quad \left|x\right|<1}
Geometriska serier:
{\displaystyle {\frac {1}{1-x}}=\sum _{n=0}^{\infty }x^{n}=1+x+x^{2}+x^{3}+x^{4}+x^{5}+\cdots ,\quad \left|x\right|<1}
Binomialsatsen:
{\displaystyle (1+x)^{\alpha }=\sum _{n=0}^{\infty }{\alpha  \choose n}x^{n},\quad \left|x\right|<1,\quad \forall \alpha \in C}
Trigonometriska funktioner:
{\displaystyle \sin x=\sum _{n=0}^{\infty }{\frac {(-1)^{n}}{(2n+1)!}}x^{2n+1}=x-{\frac {x^{3}}{3!}}+{\frac {x^{5}}{5!}}-{\frac {x^{7}}{7!}}+\cdots ,\quad \forall x}
{\displaystyle \cos x=\sum _{n=0}^{\infty }{\frac {(-1)^{n}}{(2n)!}}x^{2n}=1-{\frac {x^{2}}{2!}}+{\frac {x^{4}}{4!}}-{\frac {x^{6}}{6!}}+\cdots ,\quad \forall x}
{\displaystyle \tan x=\sum _{n=1}^{\infty }{\frac {B_{2n}(-4)^{n}(1-4^{n})}{(2n)!}}x^{2n-1},\quad \left|x\right|<{\frac {\pi }{2}}}
{\displaystyle \sec x=\sum _{n=0}^{\infty }{\frac {(-1)^{n}E_{2n}}{(2n)!}}x^{2n},\quad \left|x\right|<{\frac {\pi }{2}}}
{\displaystyle \arcsin x=\sum _{n=0}^{\infty }{\frac {(2n)!}{4^{n}(n!)^{2}(2n+1)}}x^{2n+1}=x+{\frac {x^{3}}{6}}+{\frac {3x^{5}}{40}}+{\frac {5x^{7}}{112}}+{\frac {35x^{9}}{1152}}+\cdots ,\quad \left|x\right|<1}
{\displaystyle \arccos x={\pi  \over 2}-\arcsin x={\pi  \over 2}-\sum _{n=0}^{\infty }{\frac {(2n)!}{4^{n}(n!)^{2}(2n+1)}}x^{2n+1},\quad |x|<1\!}
{\displaystyle \arctan x=\sum _{n=0}^{\infty }{\frac {(-1)^{n}}{2n+1}}x^{2n+1},\quad \left|x\right|<1}
Hyperboliska funktioner:
{\displaystyle \sinh x=\sum _{n=0}^{\infty }{\frac {1}{(2n+1)!}}x^{2n+1}=x+{\frac {x^{3}}{3!}}+{\frac {x^{5}}{5!}}+{\frac {x^{7}}{7!}}+{\frac {x^{9}}{9!}}+\cdots ,\quad \forall x}
{\displaystyle \cosh x=\sum _{n=0}^{\infty }{\frac {1}{(2n)!}}x^{2n}=1+{\frac {x^{2}}{2!}}+{\frac {x^{4}}{4!}}+{\frac {x^{6}}{6!}}+{\frac {x^{8}}{8!}}+\cdots ,\quad \forall x}
{\displaystyle \tanh x=\sum _{n=1}^{\infty }{\frac {B_{2n}4^{n}(4^{n}-1)}{(2n)!}}x^{2n-1},\quad \left|x\right|<{\frac {\pi }{2}}}
{\displaystyle \sinh ^{-1}x=\sum _{n=0}^{\infty }{\frac {(-1)^{n}(2n)!}{4^{n}(n!)^{2}(2n+1)}}x^{2n+1},\quad \left|x\right|<1}
{\displaystyle \tanh ^{-1}x=\sum _{n=0}^{\infty }{\frac {1}{2n+1}}x^{2n+1},\quad \left|x\right|<1}
Lamberts W-funktion:
{\displaystyle W_{0}(x)=\sum _{n=1}^{\infty }{\frac {(-n)^{n-1}}{n!}}x^{n}=x-x^{2}+{\frac {x^{3}}{2!}}-{\frac {x^{4}}{3!}}+{\frac {x^{5}}{4!}}-\cdots ,\quad \left|x\right|<{\frac {1}{e}}}
Talen Bk som dyker upp i uttrycken för tan(x) och tanh(x) är bernoullital. Binomialutvecklingen använder binomialkoefficienter. Ek i utvecklingen av sec(x) är eulertal.

## Historia
Taylorutvecklingarna, potensserierna, och serieutvecklingarna av funktioner upptäcktes först av den indiske matematikern Madhava på 1300-talet. Han upptäckte en mängd specialfall av taylorutvecklingarna för de trigonometriska funktionerna sinus, cosinus, tangens samt arcustangens.
På 1600-talet arbetade även matematikern och astronomen James Gregory inom detta område och utgav flera maclaurinutvecklingar, men det var inte förrän 1715 som Brook Taylor fann den allmänna metoden för att konstruera taylorutvecklingar för de funktioner som har dem. Maclaurinseriena har namngivits efter den skotske matematikern Colin Maclaurin, som publicerade specialfallet på 1700-talet.